# Чебрець кримський
Чебрець кримський (Thymus tauricus) — вид рослин родини глухокропивові (Lamiaceae), поширений у гірському Криму (Україна) та на північному Кавказі (Росія).

## Опис
Багаторічна рослина, присадкуватий довгоповзучий напівчагарничок, який утворює плоскі дернини, з короткими вертикальними квітконосними пагонами (до 4-6 см заввишки), лінійно-лопатчатими голими або густо запушеними, майже плоскими листками 0.4–0.7 мм шириною, 5–12 мм завдовжки. Чашечка до 4.4 мм довжиною, з верхніми зубцями без облямівки.

## Поширення
Поширений у гірському Криму (Україна) та на північному Кавказі (Росія).
В Україні зростає на відслоненнях вапняків, мергелів, доломітів — у гірському Криму.